# Światłomierz

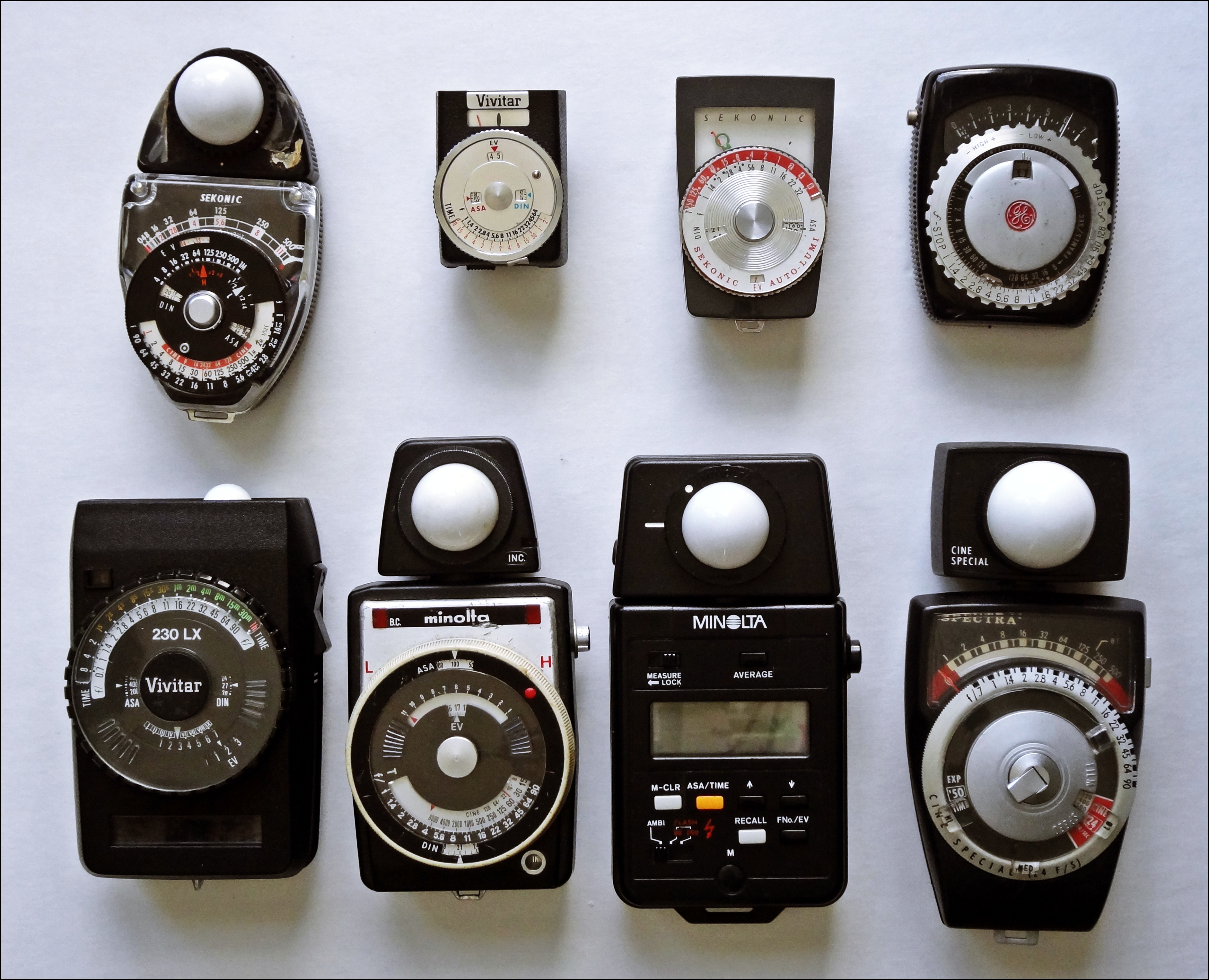
Światłomierze

Światłomierz – rodzaj fotometru stosowany w fotografii. Służy do pomiaru natężenia światła (padającego lub odbitego), umożliwiając dobranie prawidłowych parametrów ekspozycji materiału światłoczułego.
Pomiaru natężenia oświetlenia możemy dokonać poprzez pomiar światła padającego na obiekt, który zamierzamy sfotografować lub poprzez pomiar światła odbitego od takiego obiektu.
- pomiar światła padającego jest metodą dokładną lecz uciążliwą i nie zawsze możliwą do zastosowania. Światłomierze umożliwiające taki pomiar są wyposażone w charakterystyczną białą (mleczną) kopułkę pod którą znajduje się element światłoczuły. Podczas wykonywania pomiaru, światłomierz należy umieścić jak najbliżej fotografowanego obiektu, a jego kopułkę pomiarową skierować w stronę aparatu fotograficznego. Następnie należy dokonać odczytu wskazań przyrządu. Ten typ światłomierzy nadaje się doskonale do pracy w studio fotograficznym, nie sprawdzi się natomiast w sytuacjach, gdzie podejście do fotografowanego obiektu jest utrudnione (np. fotografowanie dzikich zwierząt, oddalonych lub poruszających się obiektów itp)[1].
- pomiar światła odbitego jest metodą mniej dokładną lecz umożliwiającą oszacowanie natężenia oświetlenia obiektu bez konieczności podchodzenia do niego. Działające na tej zasadzie światłomierze wbudowane są w korpusy współczesnych aparatów fotograficznych. Taki pomiar obarczony jest jednak błędem wynikającym z tego iż ilość odbitego od obiektu światła zależy nie tylko od natężenia oświetlenia ale także od jasności i barwy fotografowanego przedmiotu - czego światłomierz nie jest w stanie prawidłowo oszacować (światłomierz oszacuje obiekt w kolorze białym jako lepiej oświetlony niż obiekt w kolorze czarnym, mimo że oba obiekty będą oświetlone światłem o takim samym natężeniu.). Błędne wskazania światłomierza wbudowanego w aparat mogą spowodować, że zdjęcia scen jasnych (np. zaśnieżonego krajobrazu zimowego) będą niedoświetlone, a sceny z przewagą barw ciemnych - prześwietlone[1].

Do pomiaru natężenia światła w światłomierzach stosuje się czujniki selenowe, CdS, lub krzemowe fotodiody, fotorezystory lub fototranzystory.